# Euonymus fortunei
Euonymus fortunei, el huso de la fortuna, es una especie natural de China, Corea y Japón.

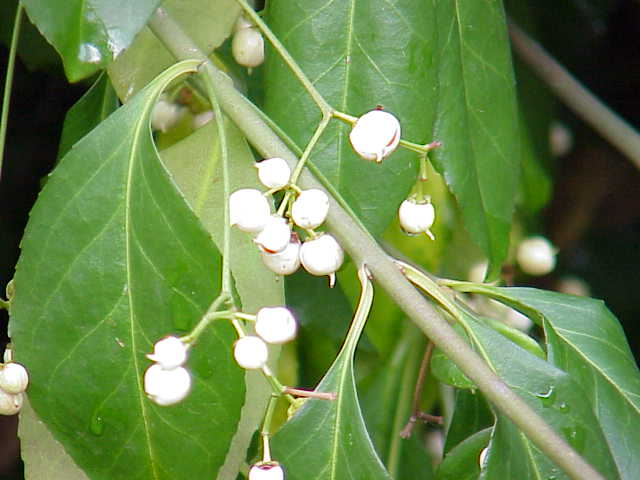
Hojas con fruto inmaduro.

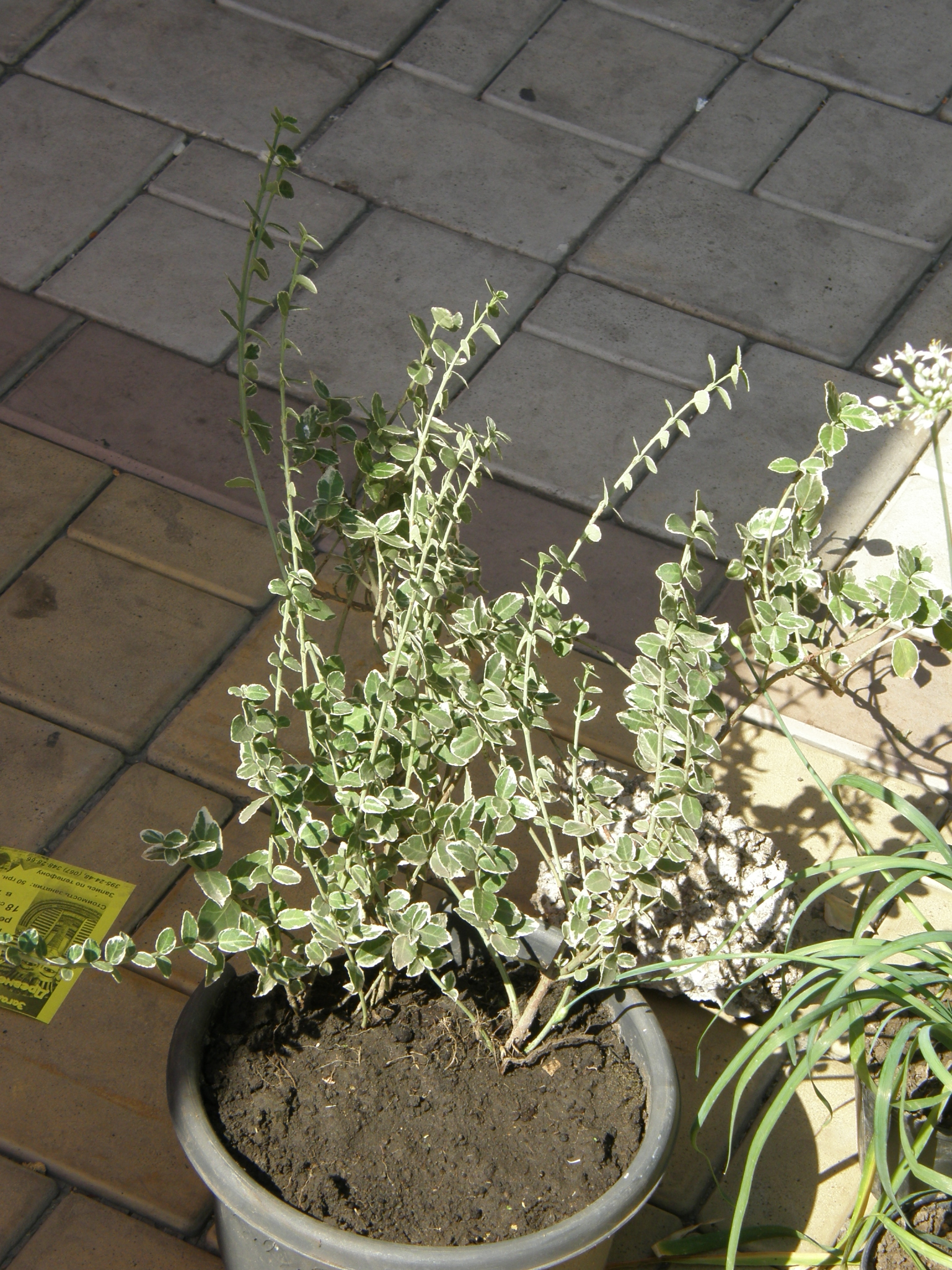
Vista de la planta

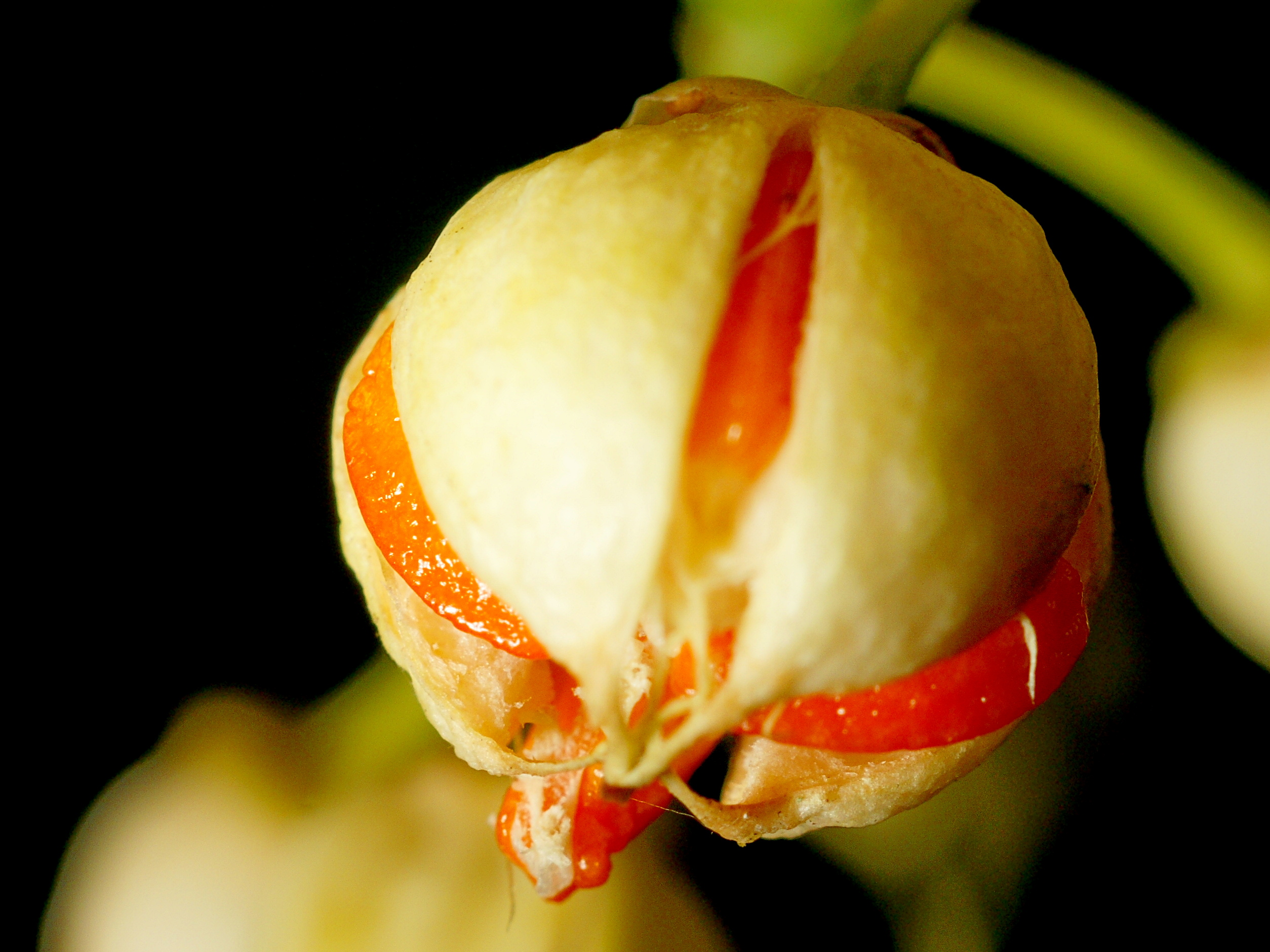
Fruto

## Descripción
Es una vid perenne arbolada que alcanza 20 metros de longitud, trepando apoyada en pequeñas raicillas en los tallos, similares a la hiedra (ejemplo de evolución convergente, pues las dos especies no están relacionadas). Como la hiedra, tiene una fase juvenil que no florece hasta alcanzar la corona de los árboles para conseguir más luz, una vez allí, entra en la fase adulta, florece y deja de tener raicillas en esa parte.
Las hojas son pareadas y opuestas, elípticas de 2-6 cm por 1-3 cm de ancho con bordes finamente serrados. Las flores son discretas, tienen cuatro pétalos pequeños de color amarillo verdoso. La fruta es una vaina como una baya de color verde pálido con cuatro lóbulos, en parte abiertos para mostrar las semillas carnosas de color anaranjado.
Hay tres variedades:
- Euonymus fortunei var. fortunei (syn. var. acutus). China, Corea.
- Euonymus fortunei var. radicans (Sieb. ex Miq.) Rehd. (syn. E. radicans). Japón.
- Euonymus fortunei var. vegetus (Rehd.) Rehd. Northern Japan (Hokkaidō),

Se diferencia de la especie Euonymus japonicus en que esta solo es un arbusto sin raíces que le permitan elevarse.
Se cultiva como planta ornamental y se utiliza para cubrir paredes.

## Taxonomía
Euonymus fortunei fue descrita por (Turcz.) Hand.-Maz. y publicado en Symbolae Sinicae 7(3): 660. 1933.
Etimología
Euonymus: nombre genérico que viene de las palabras griegas eu =  "bueno", y onoma =  "nombre".
fortunei: epíteto  otorgado en honor del explorador Robert Fortune.
Sinonimia
- Elaeodendron fortunei Turczaninow, Bull.
- Euonymus hederaceus Champion ex Bentham;
- Euonymus kiautschovicus Loesener;
- Euonymus kiautschovicus var. patens (Rehder) Loesener;
- Euonymus patens Rehder;
- Euonymus radicans var. alticola Handel-Mazzetti;
- Euonymus wensiensis J. W. Ren & D. S. Yao.[3]
- Cassine fortunei (Turcz.) Kuntze
- Euonymus austroliukiuensis Hatus.
- Euonymus carrierei Vauvel
- Euonymus gracilis Siebold
- Euonymus japonicus L.f.
- Euonymus japonicus var. acutus Rehder
- Euonymus japonicus var. carrierei (Vauvel) G.Nicholson & Mottet
- Euonymus japonicus var. chinensis Pamp.
- Euonymus japonicus var. gracilis (Siebold) Regel
- Euonymus japonicus var. radicans Miq.
- Euonymus japonicus var. reticulatus Regel
- Euonymus kewensis (Bean) Hesse
- Euonymus yoshinagae Makino
- Masakia radicans (Siebold ex Miq.) Nakai
- Masakia yoshinagae (Makino) Nakai[4]